# Мухоршибирское сельское поселение
Се́льское поселе́ние «Мухоршибирское» (бур. Мухар Шэбэрэй hомон) — муниципальное образование в Мухоршибирском районе Бурятии Российской Федерации.
Административный центр — село Мухоршибирь.

## История
Статус и границы сельского поселения установлены Законом Республики Бурятия от 31 декабря 2004 года № 985-III «Об установлении границ, образовании и наделении статусом муниципальных образований в Республике Бурятия»

## Население
| 2002  | 2011  | 2012  | 2013  | 2014  | 2015  | 2016  |
| ----- | ----- | ----- | ----- | ----- | ----- | ----- |
| 5475  | ↘5197 | ↘5155 | ↗5170 | ↘5153 | ↗5166 | ↘5162 |
| 2017  | 2018  | 2019  | 2020  | 2021  | 2023  | 2024  |
| ↘5128 | ↘5097 | ↘5066 | ↘5014 | ↘4891 | ↘4852 | ↘4828 |

## Состав сельского поселения
| № | Населённый пункт | Тип населённого пункта       | Население |
| - | ---------------- | ---------------------------- | --------- |
| 1 | Мухоршибирь      | село, административный центр | ↘4828     |